# One Island Lake Park
One Island Lake Park är en park i Kanada.   Den ligger i provinsen British Columbia, i den centrala delen av landet, 3 300 km väster om huvudstaden Ottawa. One Island Lake Park ligger 901 meter över havet.
Terrängen runt One Island Lake Park är platt åt sydost, men åt nordväst är den kuperad. Trakten runt One Island Lake Park är nära nog obefolkad, med mindre än två invånare per kvadratkilometer.. Det finns inga samhällen i närheten. 
I omgivningarna runt One Island Lake Park växer i huvudsak blandskog.